# نقش (تصنيع دقيق)

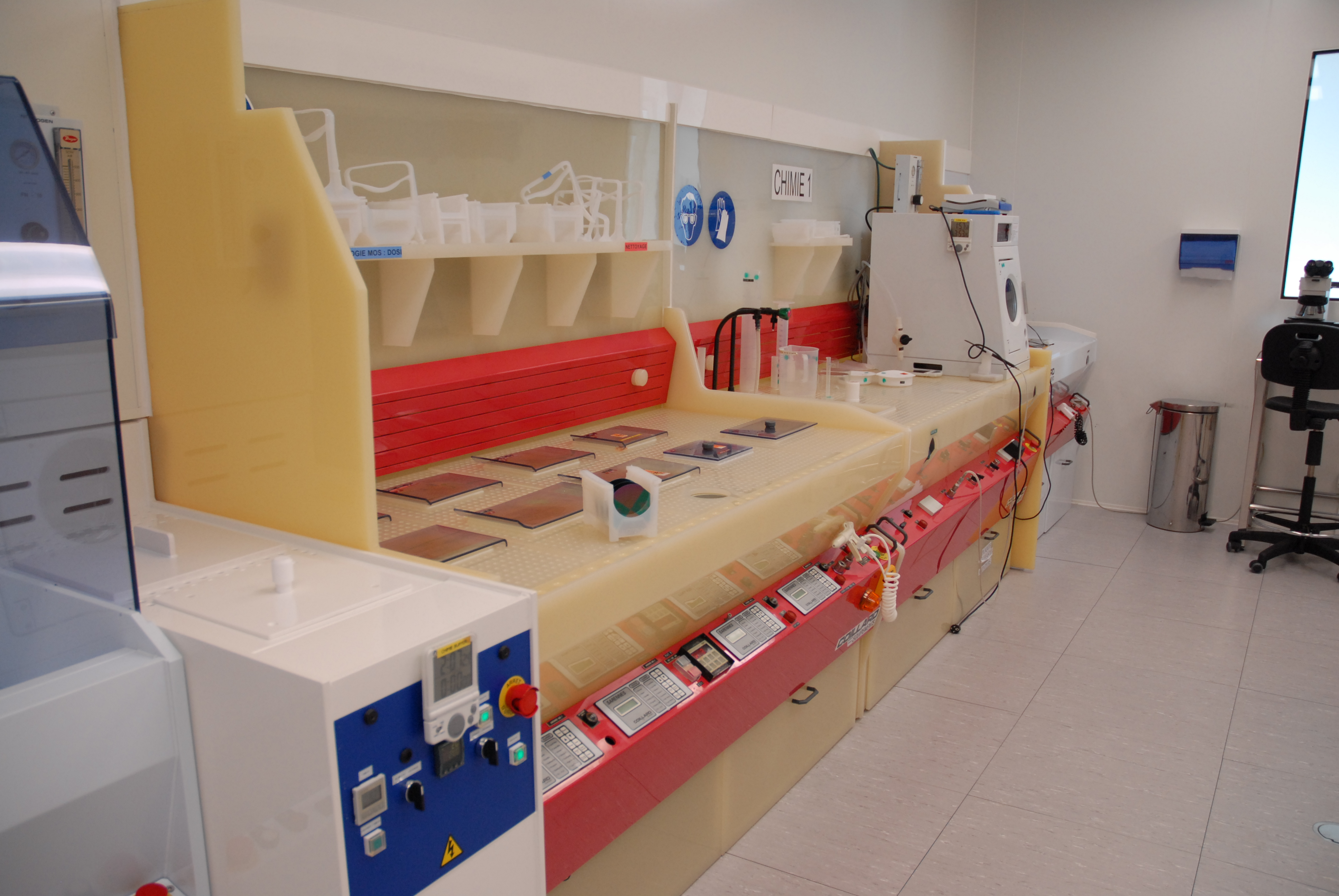

يُستخدم النقش في التصنيع الدقيق لإزالة طبقات من سطح الرقائق كيميائيًا في أثناء التصنيع. النقش هو وحدة عملية مهمة للغاية، وكل رقاقة تخضع للعديد من مراحل النقش قبل اكتمالها.
في العديد من مراحل النقش، يُحمى جزء من الرقاقة من النقش بواسطة مادة «واقية» تقاوم النقش. في بعض الحالات، تكون المادة الواقية مقاومة للضوء صُممت باستخدام الطباعة الضوئية. تتطلب الحالات الأخرى قناعًا (أو واقيًا) أكثر مقاومة، مثل نيتريد السيليكون.

## أوجه الجدارة
إذا كان الغرض من النقش هو تشكيل تجويف في مادة ما، فيمكن التحكم في عمق التجويف تقريبًا باستخدام وقت النقش المعروف ومعدله. ومع ذلك، في كثير من الأحيان، يجب أن يزيل النقش تمامًا الطبقة العليا من الهيكل متعدد الطبقات، دون الإضرار بالطبقات الأساسية أو الواقية. تعتمد قدرة نظام النقش في القيام بذلك على نسبة معدلات النقش في المادتين (الانتقائية).
تعمل بعض المنمشات على إضعاف الطبقة الواقية وتكوين تجاويف بجدران مائلة. تسمى مسافة القطع الناقص بالانحياز. يُطلق على المنمشات ذات الانحياز الكبير بمنمشات موحدة الخواص، لأنها تؤدي إلى تآكل الركيزة بشكل متساوٍ في جميع الاتجاهات. تفضل العمليات الحديثة بشكل كبير المنمشات متباينة الخواص، لأنها تنتج سمات حادة تتمتع بتحكم جيد.

## نقش الوسائط والتقنيات
يتضمن النوعان الأساسيان من المنمشات، الحالة السائلة («الرطبة») وحالة البلازما («الجافة»). كل منها موجود في العديد من الأصناف.

### النقش الرطب
استخدمت عمليات النقش الأولى منمشات الحالة السائلة («الرطبة»). يمكن غمر الرقاقة في مغطس المنمش، الذي يجب تحريكه لتحقيق تحكم جيد في العملية. على سبيل المثال، يستخدم حمض الهيدروفلوريك المخزن (بي إتش إف) بشكل شائع في نقش ثاني أكسيد السيليكون فوق ركيزة السيليكون.
يمكن استخدام مواد مختلفة متخصصة لتمييز السطح المنقوش.
عادةً ما تكون المنمشات موحدة الخواص، ما يؤدي إلى انحياز كبير عند نقش أفلام سميكة. تتطلب أيضًا التخلص من كميات كبيرة من المخلفات السامة. لهذه الأسباب، نادرًا ما تُستخدم في أحدث العمليات. ومع ذلك، فإن المادة المُظهرة الفوتوغرافية المستخدمة لمقاومة الضوء تشبه النقش الرطب.
كبديل للغمر، تستخدم الأجهزة أحادية الرقائق مبدأ بيرنولي لاستعمال الغاز (عادةً، نيتروجين نقي) لإسناد أحد جوانب الرقاقة وحمايته في أثناء تطبيق النقش على الجانب الآخر. يمكن القيام بذلك إما على الجانب الأمامي أو الخلفي. تُوزع كيمياء النقش على الجانب العلوي عندما تكون في الجهاز ولا يتأثر الجانب السفلي. تُعتبر طريقة النقش هذه فعالة بشكلٍ خاص قبل معالجة «الطرف الخلفي» (بي إي أو إل)، حيث تكون الرقائق عادةً أرق بكثير بعد تعرضها للتجليخ الخلفي، وحساسة جدًا للإجهاد الحراري أو الميكانيكي. سيؤدي نقش طبقة رقيقة حتى بضعة ميكرومترات إلى إزالة الشقوق الصغيرة الناتجة في أثناء التجليخ الخلفي ما يؤدي إلى زيادة قوة الرقاقة ومرونتها بشكلٍ كبير من دون كسر.